# Маяк Окракоук
Маяк Окракоук (англ. Ocracoke Lighthouse) — старейший действующий маяк Северной Каролины, расположен на острове Окракоук Внешних отмелей. Высота маяка — 23 метра. Строение — конусовидное с диаметром основания 8 м, сходящим до 3,7 м на вершине.

## История

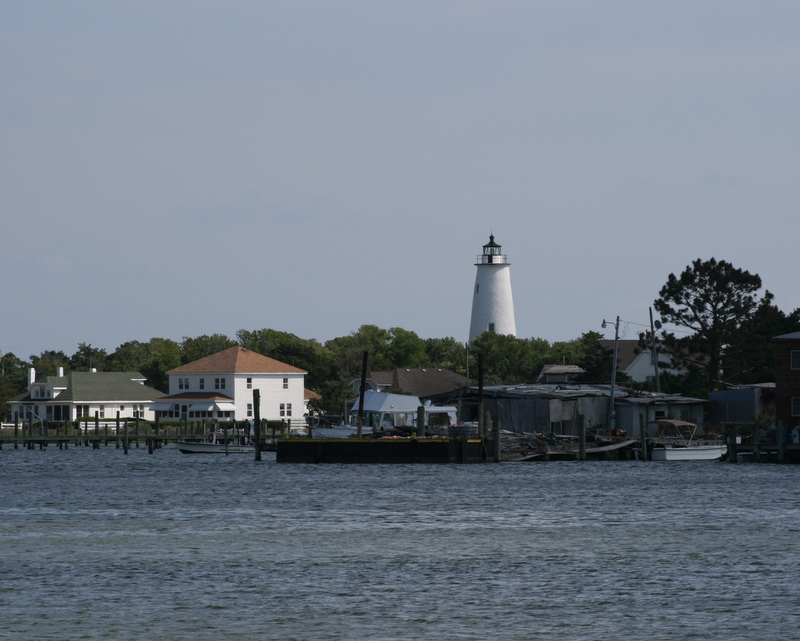
Вид на маяк Окракоук со стороны залива.

Маяк Окракоук был построен острове Окракоук в округе Хайд в 1823 году строителем из Массачусетса Ноа Портером. В 1864 году во время Гражданской войны конфедератские войска сняли с маяка линзы Френеля, но северяне вскоре восстановили их.
Маяк является вторым старейшим действующим маяком США и старейшим в Северной Каролине. В 1955 году он был автоматизирован.